# グリシャ型コルベット
グリシャ型コルベット（英語: Grisha class corvette）はソビエト連邦海軍が運用していた小型対潜艦（MPK）の艦級に対して付与されたNATOコードネーム。ソ連海軍での正式名は1124型小型対潜艦（ロシア語: Малые противолодочные корабли проекта 1124）、計画名は「アリバトロース」（Альбатрос）であった。
1970年代より就役を開始し、順次に改良を受けつつ90隻以上が建造された。現在でもロシア海軍・国境軍やウクライナ海軍、リトアニア海軍において多数が就役している。

## 来歴
ソビエト海軍は沿岸対潜戦力として、沿海を担当する小型駆潜艇（малых охотников）と近海を担当する大型駆潜艇（больших охотников）の二系列を整備してきた。1950年代において、大型駆潜艇の主力は、227隻という多数が建造されたクロンシュタット級駆潜艇（122bis型）であった。しかしこれらの駆潜艇は、小型であるために、新しい優れたソナーや対潜兵器を搭載できず、その対潜火力は限定的なものであった。冷戦構造の確立、さらに原子力潜水艦の増勢に伴い、より優れた沿岸対潜兵力が求められていた。
このことから、大型駆潜艇よりも優れた対潜能力を備えた小型対潜艦（MPK）を整備することが決定され、1960年代には204型小型対潜艦（ポチ型コルベット）の配備が行なわれた。ポチ型は、新開発の対潜前投兵器であるRBU-6000によって非常に優れた対潜火力を備えていたものの、防空火力としては57mm連装速射砲を1基搭載するのみであった。
1956年に海軍総司令官に就任したセルゲイ・ゴルシコフは、西側の強力な洋上航空戦力に対処するため、洋上防空力の増強を進めていた。このことから、より強力な個艦防空力を備えた小型対潜艦が要請されることとなり、これに応じて開発されたのが本型である。本型の開発は、A・ニコルスキー主任設計官の指揮下で、1963年より開始された。建造は1966年12月26日より開始され、1967年1月12日より就役を開始した。

## 設計・装備
本型は、基準排水量 800トン級の艦体に最大35ノットという高速力を備えるように要求された。この要求性能を満たすため、本型は、ペチャ型フリゲートにおいて搭載されていたのと同様の、ディーゼルエンジン×2基およびガスタービンエンジン×1基によるCODAG機関を搭載している。
主レーダーとしてはMR-302「ループカ」（NATO名「ストラット・カーブ」）対空・対水上レーダーが搭載される。これはSバンドを使用し、空中目標に対して98キロメートル (53 nmi)、水上目標に対して25キロメートル (13 nmi)の最大探知距離を発揮できる。またハル・ソナーとして5キロヘルツ級低周波数のMGK-335MS「プラーチナ」（NATO名「ブル・ノーズ」）が、可変深度ソナーとしてKa-25PL哨戒ヘリコプターのディッピングソナーを艦載化したVGS-2「オーカ-2」（NATO名「エルク・テール」）が搭載される。
本型は、ソビエト海軍の沿岸対潜艦艇としては初の艦対空ミサイル装備として4K33「オサーM」個艦防空ミサイル・システムを搭載しており、そのZIF-122連装発射機は艦首に搭載されている。ZIF-122は昇降式の発射機であり、通常は甲板下に収容されている。その他の基本的な武器システムはポチ型のものを踏襲しており、砲熕火力としてはAK-725 57mm連装速射砲、対潜火力としてはRBU-6000対潜ロケット発射機および533mm魚雷発射管を備えている。

## 運用
本型には下記のようなサブクラスが存在する。
グリシャ-I型（1124.1号計画型）
原型艦。1970年から1974年にかけて12隻が建造されたが、1979年までに運用を終了した。
グリシャ-II型（1124P号計画型）
KGB国境軍総局向けの警備艦として、1970年代より17隻が建造された。オサーM PDMSにかえて、57mm連装速射砲をもう1基搭載している。ロシア国境軍で7隻が、ウクライナ海軍で2隻が就役していたが1隻退役しヴィーンヌィツャのみウクライナ危機で一時はロシアに没収されながらもすぐにウクライナに引き渡され現在も現役で就役している。
グリシャ-III型（1124M号計画型）
-I型をもとに小改正を加えたもの。AK-630 30mmCIWSの搭載や、電子機器の改良を行なっている。1970年代後半から1980年代前半にかけて34隻が建造され、20隻がロシア海軍で、2隻がリトアニア海軍で就役中だったが両艦とも退役した。
グリシャ-IV型（1124K号計画型）
実験艦として、1隻のみが建造された。新型の3K95 キンジャール個艦防空ミサイル・システムの実験に従事したのち、退役した。
グリシャ-V型（1124ME号計画型）
-III型をもとに改正を加えたもの。主砲をAK-176に換装している。1985年から1994年にかけて30隻が建造され、28隻がロシア海軍で就役中であるほか、「テルノーピリ」 (U209) が2006年よりウクライナ海軍で就役した。